# Bunscoill Ghaelgagh
Bunscoill Ghaelgagh és una escola d'educació primària en manx situada a St John's, Illa de Man. A 2011 és l'única escola del món on les classes s'imparteixen únicament en manx, fet que permet que els nens parlin la llengua amb fluïdesa. Els estudiants poden, després d'acabar l'escola primària, anar a l'institut QEII, o a l'institut de la seva circumscripció, on s'ofereix a partir dels 12 anys el manx al General Certificate of Secondary Education.

## Història
El 1999 es va crear una associació de pares, Sheshaght ny Paarantyn, l'interès de la qual se centrava a establir una escola en manx. Aquell mateix any es varen posar en contacte amb en Departament d'Educació de l'illa de Man i hi van fer arribar la seva demanda. L'escola obrí finalment el 2001. En aquests primers temps d'existència, l'escola constava de tan sols una classe, i compartia instal·lacions amb l'escola Ballacottier de Douglas. El gener de 2003 es va traslladar al seu propi edifici a l'antiga escola de St John's.
L'escola va guanyar el guardó anual Reih Bleeaney Vanannan l'any 2006, amb motiu dels seus esforços preservant i promovent la llengua, cultura i patrimoni manx. Va ser presentat pel llavors portaveu de la "House of Keys" James "Tony" Brown, president de la Manx Heritage Foundation.

### Inscripcions
El nombre d'inscripcions ha anat creixent de manera continuada, des de 9 inscrits el 2001 quan l'escola es va traslladar a les seves dependències actuals a 47 el 2006, 65 el 2009 i fins a 69 el 2012.

## Manx
L'escola és considerada un èxit com a part del moviment de recuperació del manx.
L'escola mateixa fa referència a estudis fets a Finlàndia que demostren els avantatges de l'educació bilingüe. La investigadora Aini-Kristiina Jäppinen va examinar els resultats de 334 estudiants de 12 escoles en programes de 'continguts i aprenentatge integrats per la llengua' i els va comparar amb els de 334 alumnes que estudiaven sols en finès. Es va concloure que una segona llengua s'afegeix al procés d'aprenentatge i sembla millorar-ne els resultats. Segons Jäppinen, "Quan els alumnes han de conceptualitzar i captar conceptes en una segona llengua i en la seva llengua materna, s'ajuda a desenvolupar l'habilitat d'entendre relacions complexes i amb múltiples cares entre diversos temes."